# Duolvanjunni
Duolvanjunni är en kulle i Finland. Den ligger i Enontekis i landskapet Lappland, i den norra delen av landet, 900 km norr om huvudstaden Helsingfors. Toppen på Duolvanjunni är 476 meter över havet.
Terrängen runt Duolvanjunni är platt.  Trakten runt Duolvanjunni är nära nog obefolkad, med mindre än två invånare per kvadratkilometer. Det finns inga samhällen i närheten. Omgivningarna runt Duolvanjunni är i huvudsak ett öppet busklandskap.